# Герман Вандерпуртенстадіон
«Герман Вандерпуртенстадіон» (нід. «Herman Vanderpoortenstadion»)  — багатофункціональний стадіон у місті Лір, Бельгія, домашня арена ФК «Льєрс».
Стадіон відкритий 1925 року. У 1965, 1971, 1987 та 2000 роках арена реконструйовувалася, внаслідок чого було побудовано по новій трибуні. 2000 року першу трибуну було розширено та оновлено. У 2009 році всі трибуни були капітально реконструйовані, а над однією із них встановлено дах. 
Стадіону присвоєно ім'я Германа Вандерпуртена, бельгійського політика, колишнього мера Ліра.